# Atractus paucidens
Atractus paucidens este o specie de șerpi din genul Atractus, familia Colubridae, descrisă de Despax 1910. Conform Catalogue of Life specia Atractus paucidens nu are subspecii cunoscute.